# Dresden
|  | Per a altres significats, vegeu «Dresden (desambiguació)». |

Dresden és una ciutat alemanya, capital de l'Estat Lliure de Saxònia, i la seva segona ciutat més poblada, després de Leipzig. Està situada a la vall del riu Elba.
La zona urbana de Dresden comprèn les ciutats de Freital, Pirna, Radebeul, Meißen (Meissen), Coswig, Radeberg i Heidenau i té uns 790.000 habitants. L'àrea metropolitana de Dresden té aproximadament 1,34 milions d'habitants.
Dresden té una llarga història com a capital i com a residència reial dels governants de Saxònia, amb segles d'esplendor cultural i artístic. El bombardeig de Dresden a la Segona Guerra Mundial i els quaranta anys que ha format part de la República Democràtica Alemanya han alterat considerablement l'aspecte de la ciutat.
Des de la reunificació Dresden ha esdevingut un important centre econòmic, polític i cultural a la part oriental de la República Federal d'Alemanya. De 1994 a 2005 es va reconstruir l'església de la Frauenkirche, perla del barroc alemany, destruïda en el bombardeig aliat i es continua reconstruint els edificis civils a la plaça Neumarkt a l'entorn de l'església.

## Història
Els primers poblaments de la zona on avui s'enclava Dresden daten del Neolític. L'any 1206 s'esmenta per primera vegada el nom de Dresden.
El 1485 esdevé la residència del sobirà de Saxònia i experimenta un gran apogeu, gràcies a la rebel·lió que va dur a terme la Casa de Wettin a fi d'obtenir la dignitat electoral, convertint-se en un centre polític i cultural d'importància. A causa de l'obtenció d'aquesta dignitat, Dresden també es va convertir en el Land protestant més important del Sacre Imperi Romanogermànic. En aquesta època es duen a terme grans assoliments culturals, que són la causa, encara, del prestigi que té aquesta ciutat.
El desenvolupament de la ciutat es va estancar durant la Guerra dels Trenta Anys. En els anys posteriors es van construir els parcs i edificis més famosos, però la ciutat va patir els danys de gairebé totes les grans guerres europees.
El 1685 va cremar completament l'antiga ciutat de Dresden i van caldre bastants anys per a acabar la reconstrucció total com "Nova ciutat règia" (avui Neustadt). Sota el govern d'August el Fort, Dresden va assolir la fama de ciutat cultural que encara manté. Durant el segle xvii Dresden va ser conquerida per Prússia en dues ocasions (Guerra de Successió Austríaca (1745) i Guerra dels Set Anys (1756)). Durant aquesta última contesa, els prussians van cremar la ciutat. El 1760 Dresden va ser assetjada una altra vegada per Prússia, aquesta vegada sense èxit, però va haver de suportar un bombardeig.
Prop de la ciutat, Napoleó lliurà i guanyà (1813) la primera gran batalla contra la sisena coalició aliada.

### Segona Guerra Mundial
Durant la Segona Guerra Mundial la població disminuí una tercera part amb relació a la del 1939 (630 216 h) i la ciutat fou destruïda en un 60%.
El bombardeig de Dresden per la Royal Air Force (RAF) i les Forces Aèries de l'Exèrcit dels Estats Units (USAAF) entre el 13 i el 15 de febrer de 1945 continua sent controvertit. La nit del 13 al 14 de febrer de 1945, 773 bombarders Lancaster de la RAF van llançar 1.181,6 tones de bombes incendiàries i 1.477,7 tones de bombes explosives contra la ciutat. El centre de Dresden va ser en gran part destruït. Els informes de propaganda nazi van declarar 200.000 morts, però la Comissió d’historiadors alemanys de Dresden, formada per 13 destacats historiadors alemanys, en un informe oficial publicat el 2010 després de cinc anys d’investigació va concloure que les víctimes eren entre 18.000 i 25.000. Els aliats van descriure l'operació com el legítim bombardeig d'un objectiu militar i industrial.

## Cultura
Centre important de l’art barroc del s. XVIII, gairebé tots els monuments notables (el palau reial, el teatre de l’òpera, el museu Johanneum i la Frauenkirche) foren destruïts el 1945; alguns, però, han estat reconstruïts. Tanmateix, malgrat la guerra, les obres pictòriques que posseïa el palau Zwinger pogueren ésser salvades i actualment són totes a la Dresden Gemäldegalerie: hi ha pintures del Veronès, Giorgione, Ticià, Rembrandt, Rubens i Velázquez.
Nicolaus Ludwig von Zinzendorf, teòleg i que fou un gran propulsor del pietisme era fill d'aquesta ciutat. Schiller en 1785 va escriure en aquesta ciutat l'Oda a l'Alegria, el poema que actualment és l'Himne de la Unió Europea.
El compositor d'òperes Edmund Kretschmer en fou organista de la Capella Reial i hi va viure fins a la seva mort el 1908. El compositor Friedrich Reichel (1833-1889) en fou cantor i organista de l'església de Sant Joan també fins a la seva mort. El tenor Karl Scheidemantel fou director del Teatre de l'Òpera.

## Paisatge urbà

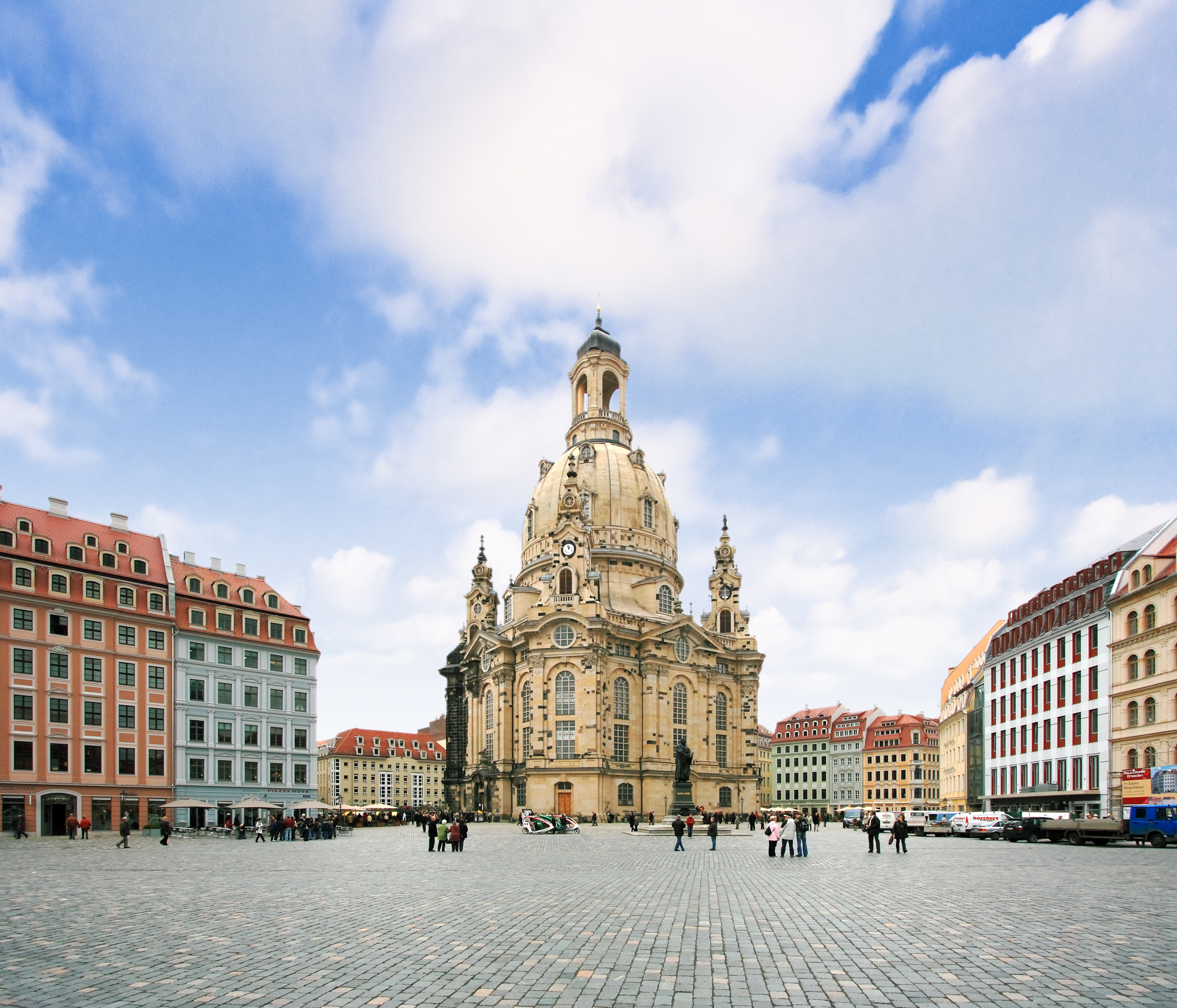
Frauenkirche en el Neumarkt

### Arquitectura
Encara que sovint es diu que Dresden és una ciutat barroca, la seva arquitectura està influenciada per més d'un estil. Altres èpoques d'importància són el Renaixement i l'Historicismo, així com els estils contemporanis de modernisme i postmodernisme.
Dresden té al voltant de 13.000 monuments culturals enumerats i vuit districtes sota ordres generals de conservació.

#### Casa reial

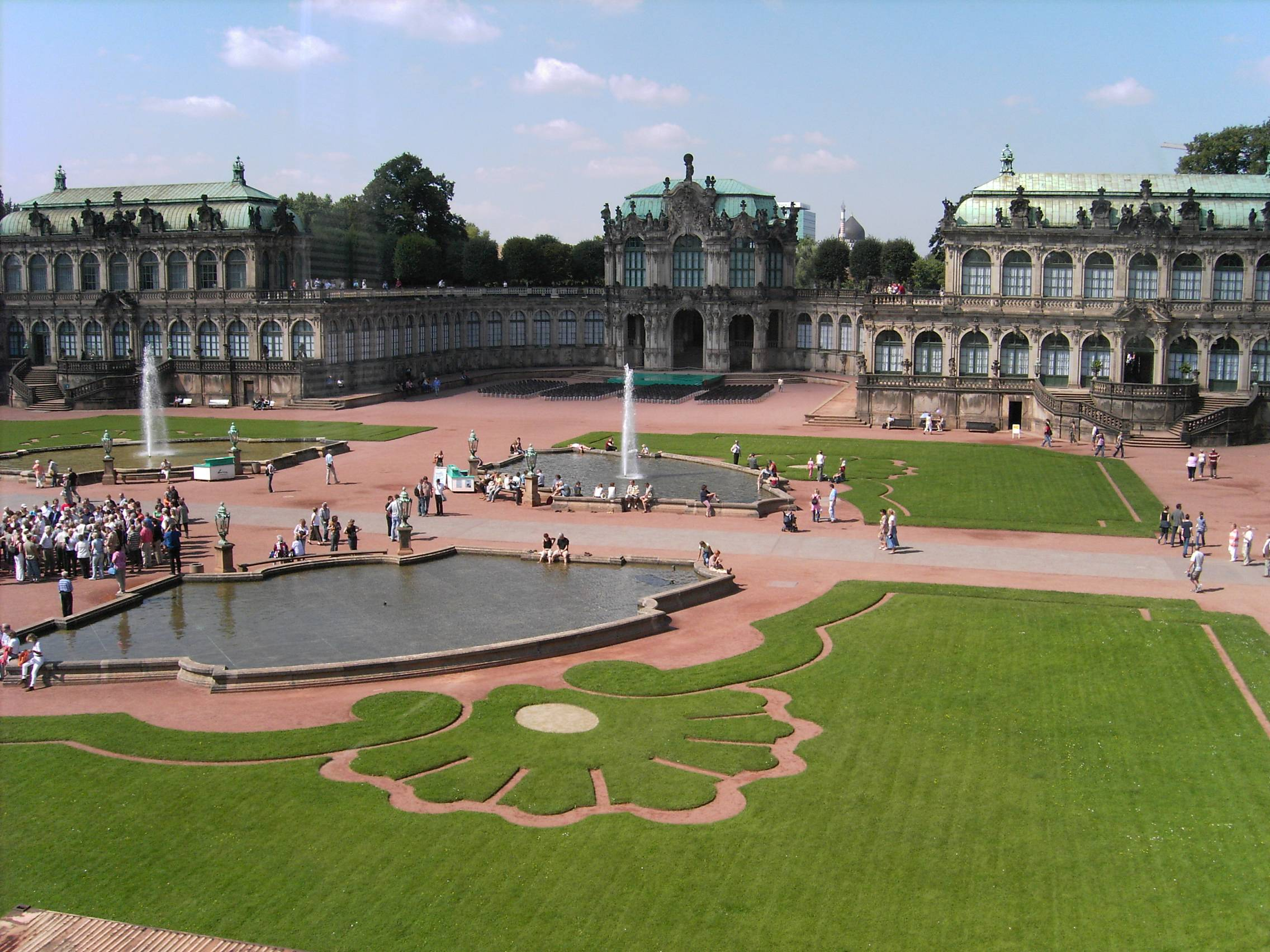
Palau de Zwinger

El Palau Reial de Dresden va ser la seu de la casa reial des de 1485. Les ales de l'edifici han estat renovades, construïdes i restaurades moltes vegades. A causa d'aquesta integració d'estils, el castell està compost per elements de l'estil renaixentista, barroc i classicista.
El Palau de Zwinger està a l'altre costat del camí des del castell. Va ser construït en l'antic baluard de la ciutat i es va convertir en un centre per a les col·leccions d'art reals i un lloc per a celebrar festivals. La seva porta per la fossa és superada per una corona daurada.
Altres edificis i conjunts reals:
- La terrassa de Brühl va ser un regal per a Heinrich, comte von Brühl, i es va convertir en un conjunt d'edificis sobre el riu Elba.

- Vall de l'Elba a Dresden amb el castell de Pillnitz i altres castells.

#### Edificis religiosos

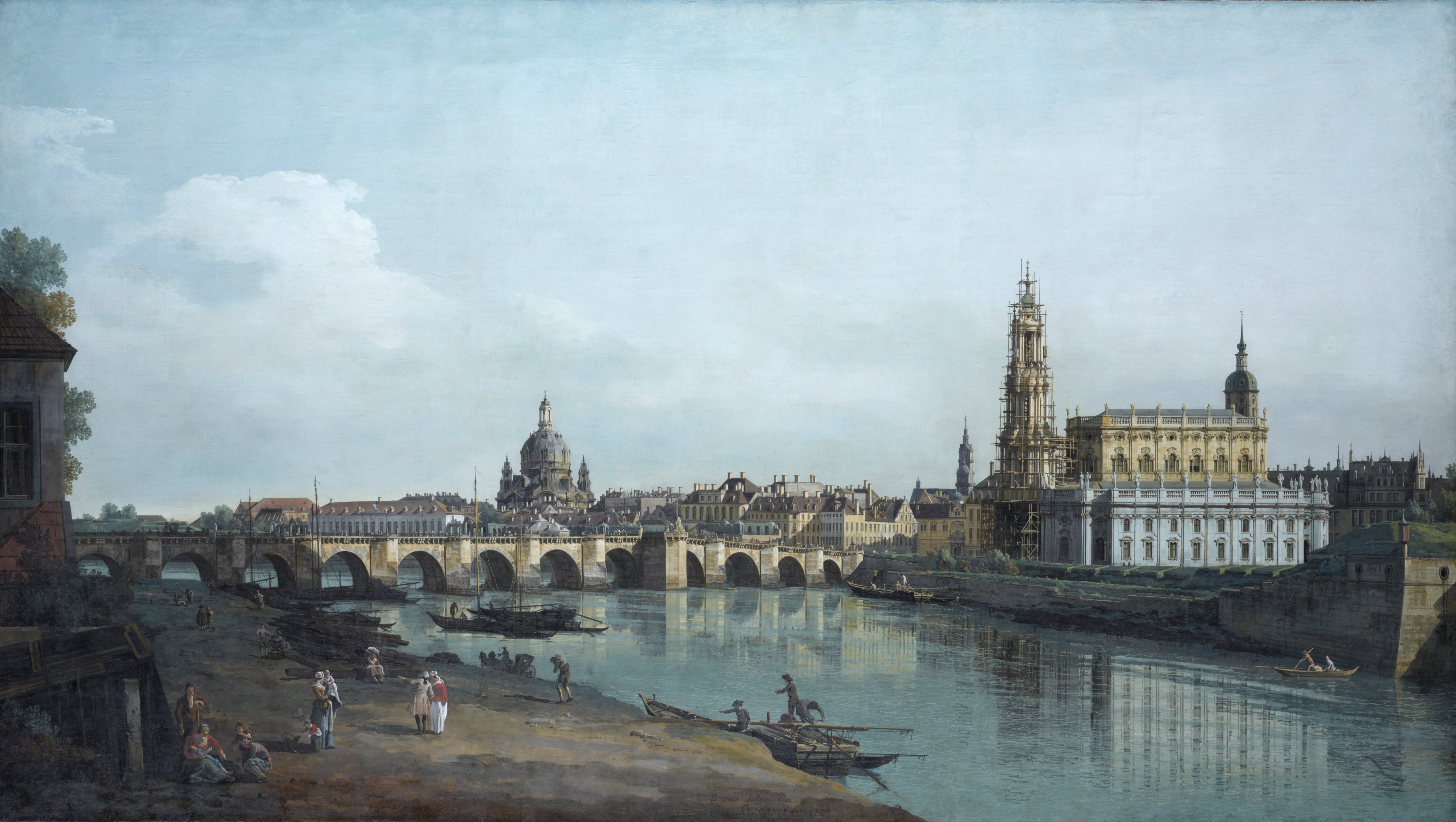
Dresden de Bernardo Bellotto va incloure la Hofkirche durant la construcció.

La Hofkirche era l'església de la casa reial. August el Fort, que desitjava ser Rei de Polònia, convertit al catolicisme, ja que els reis polonesos havien de ser catòlics. En aquest moment Dresden era estrictament protestant. August el Fort va ordenar la construcció de la Hofkirche, la Catedral Catòlica Romana, per a establir un signe d'importància religiosa catòlica romana a Dresden. L'església és la catedral "Sanctissimae Trinitatis" des de 1980. La cripta de la dinastia Wettin es troba dins de l'església. El rei August III de Polònia està enterrat en la catedral, com un dels pocs reis polonesos que seran enterrats fora de la catedral de Wawel a Cracòvia.
A diferència de la Hofkirche, la luterana Frauenkirche situada en el Neumarkt va ser construïda gairebé contemporàniament pels ciutadans de Dresden. L'històrica Kreuzkirche de la ciutat va ser reconsagrat el 1388.
També hi ha altres esglésies a Dresden, per exemple l'ortodoxa russa St. Simeó en el districte de Südvorstadt.

#### Historicisme

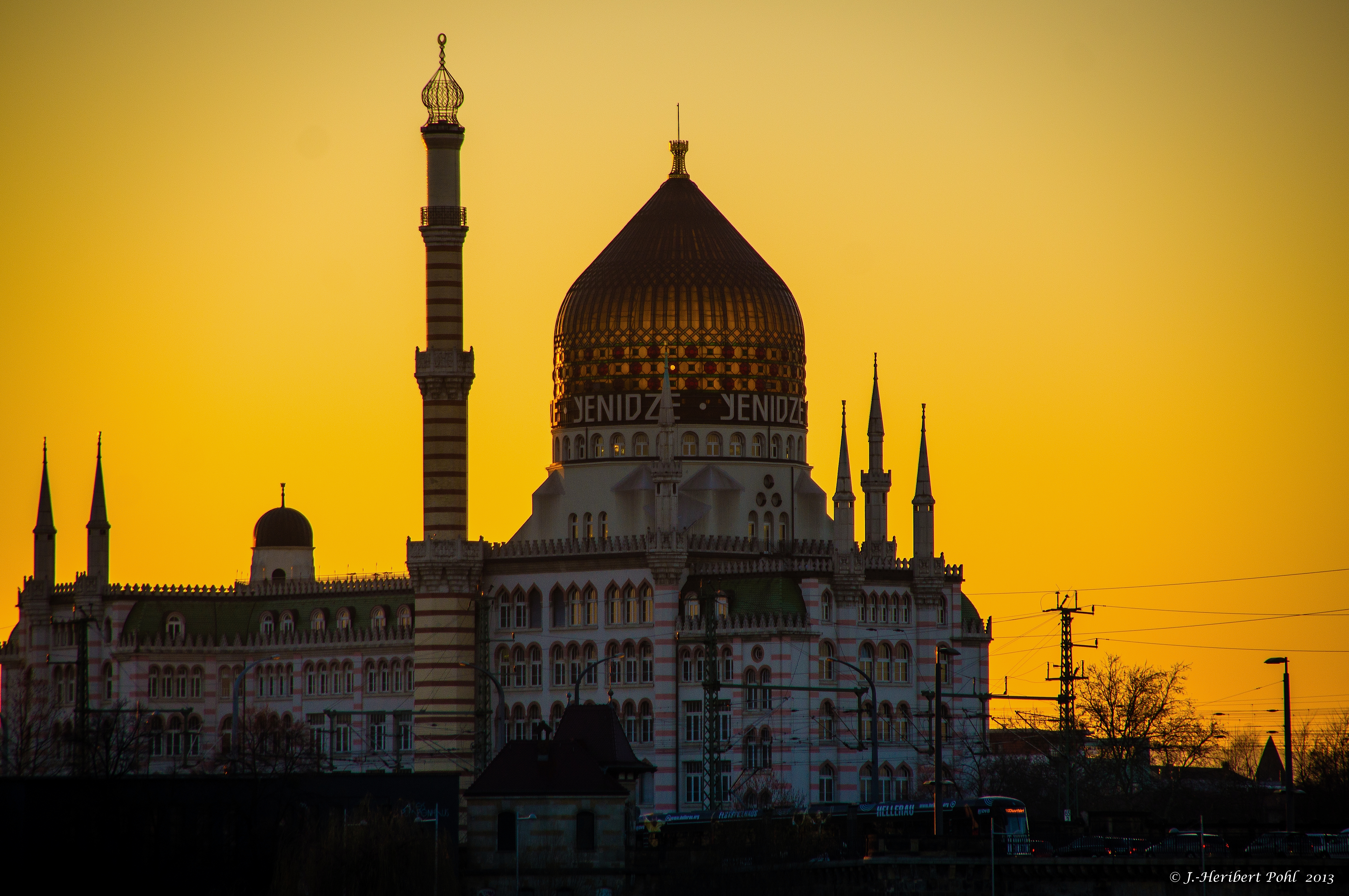
Yenidze

Els edificis historicistes van fer que la seva presència se sentís en el paisatge de la ciutat fins als anys 1920.
Exemples notables de l'arquitectura renaixentista de Dresden inclouen l'Albertinum situat a la terrassa de Brühl, així com la Cancelleria de l'Estat saxó i el Ministeri de Finances de l'Estat saxó situat en la riba septentrional del riu Elba. L'Ehrlichsche Gestiftskirche, construïda el 1907, va ser un edifici d'església historicista que va ser demolit l'agost de 1951.
La Vil·la Rosa va ser construïda el 1839 i va ser considerada un dels edificis més importants de Dresden, a causa de la seva arquitectura renaixentista.
Yenidze és l'antic edifici de la fàbrica de cigarrets construït a l'estil d'una mesquita entre 1907 i 1909.
Els edificis historicistes més recents de Dresden daten de l'era de l'arquitectura estalinista en el nou segle, com ara l'Altmarkt.

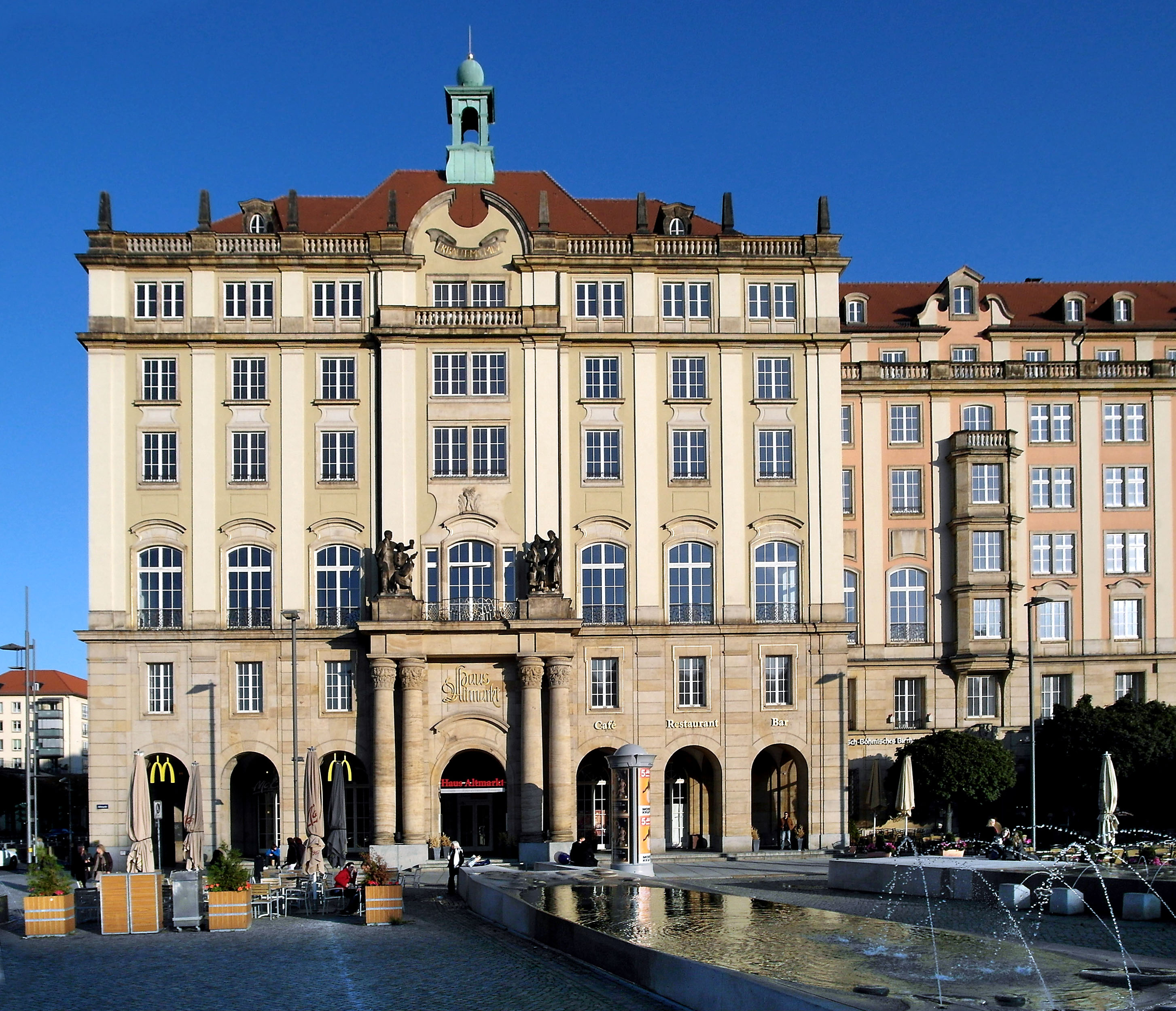
Arquitectura estalinista en l'Altmarkt

#### Modernisme
La Ciutat Jardí de Hellerau, en aquell moment un suburbi de Dresden, va ser fundada el 1909. Va ser la primera Ciutat jardí d'Alemanya. El 1911, Heinrich Tessenow va construir el Hellerau Festspielhaus (teatre del festival). Fins a l'esclat de la Primera Guerra Mundial, Hellerau era un centre del modernisme europeu amb prestigi internacional. El 1950, Hellerau va ser incorporat a la ciutat de Dresden.
Avui, l'arquitectura de la reforma de Hellerau és reconeguda com a exemplar. En els noranta, la ciutat jardí de Hellerau es va convertir en una zona a conservar.
El Museu Alemany de la Higiene (construït entre 1928 i 1930) és un exemple d'arquitectura moderna a Dresden en el període de la interguerra. L'edifici està dissenyat de manera impressionant monumental, però empra façanes planes i estructures simples.
Importants edificis modernistes construïts entre 1945 i 1990 són el Centrum-Warenhaus (una gran botiga de departaments), que representa l'Estil Internacional, i la sala multiusos Kulturpalast.

#### Arquitectura contemporània

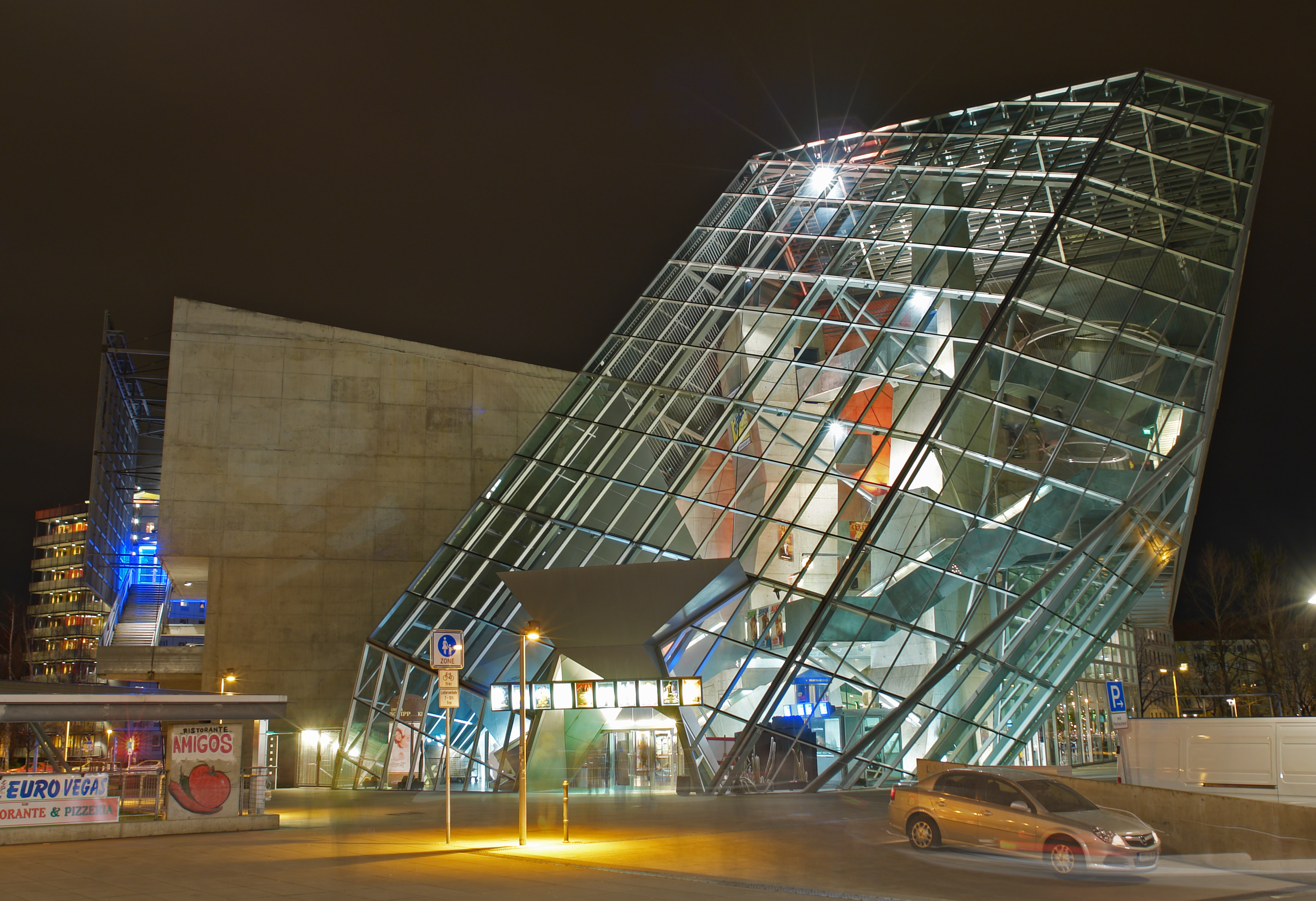
L'UFA-Palast

Després de 1990 i la reunificació alemanya, van sorgir nous estils. Importants edificis contemporanis inclouen la Nova Sinagoga, un edifici postmodern amb poques finestres, la Fàbrica Transparent, el Parlament Estatal Saxó i la Nova Terrassa, el cinema UFA-Kristallpalast de Coop Himmelb(l)au (un dels edificis més grans del Deconstructivismo a Alemanya) i la Biblioteca Estatal Saxona.
Daniel Libeskind i Norman Foster van modificar els edificis existents. Foster va dissenyar la teulada de la principal estació de ferrocarril amb sintètics translúcids recoberts de tefló. Libeskind va canviar tota l'estructura del Museu d'Història Militar del Bundeswehr col·locant un tascó a través de l'edifici històric de l'arsenal. Segons l'estudi de Libeskind, "l'obertura i transparència de la façana estan destinades a contrastar amb l'opacitat i la rigidesa de l'edifici existent".

#### Ponts
Ponts importants que travessen el riu Elba són el pont Blaues Wunder i el pont d'August.
L'estàtua eqüestre daurada de Jean-Joseph Vinache d'August el Fort, el Goldener reiter, està en la plaça Neustädter Markt. Mostra al principi de la Hauptstraße (carrer principal) en el seu camí a Varsòvia, on va ser rei de Polònia en unió personal. Una altra estàtua és el monument de Martí Luter enfront dels Frauenkirche.

### Parcs i jardins
Großer Garten és un jardí barroc en el centre de Dresden. Inclou el zoològic de Dresden i el jardí botànic de Dresden.
El Dresden Heath és un gran bosc situat en el nord-est de Dresden i una de les zones recreatives més importants de la ciutat.
El parc del Palau de Pillnitz és famós pels seus tresors botànics, incloent una camèlia (Camellia japonica)) de més de 230 anys i unes 400 plantes.

### Principals llocs d'interès

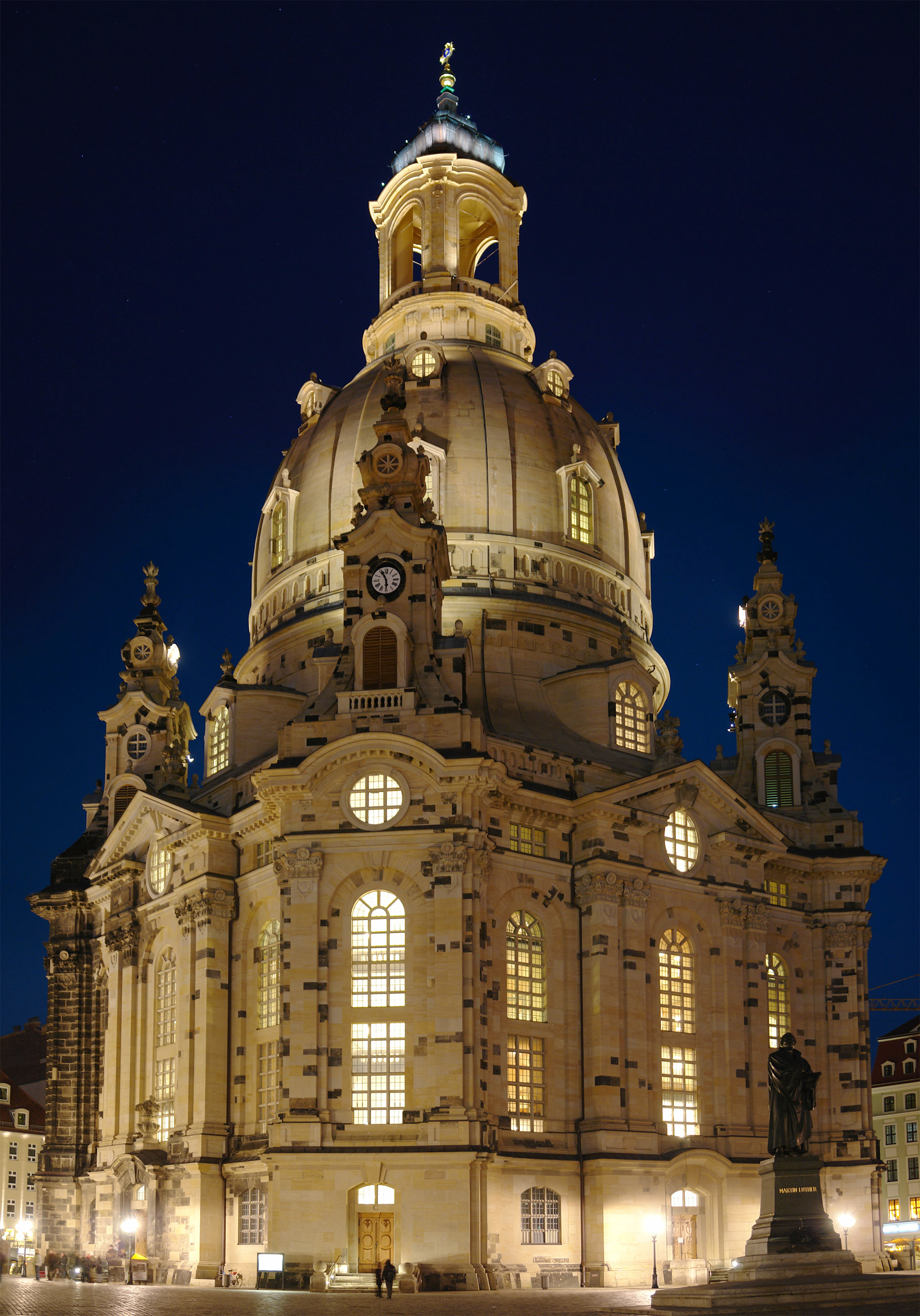
Dresden Frauenkirche
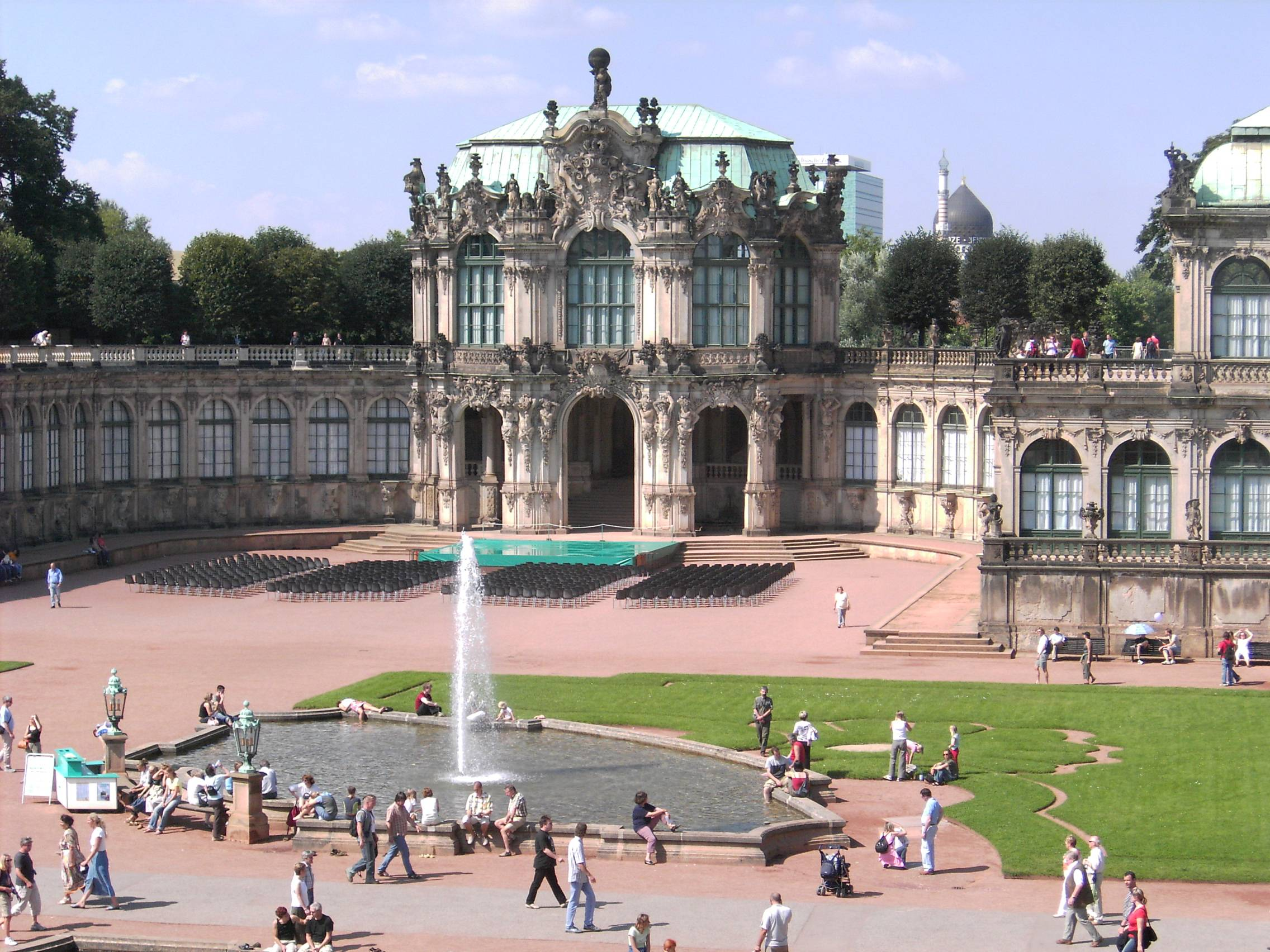
Palau de Zwinger
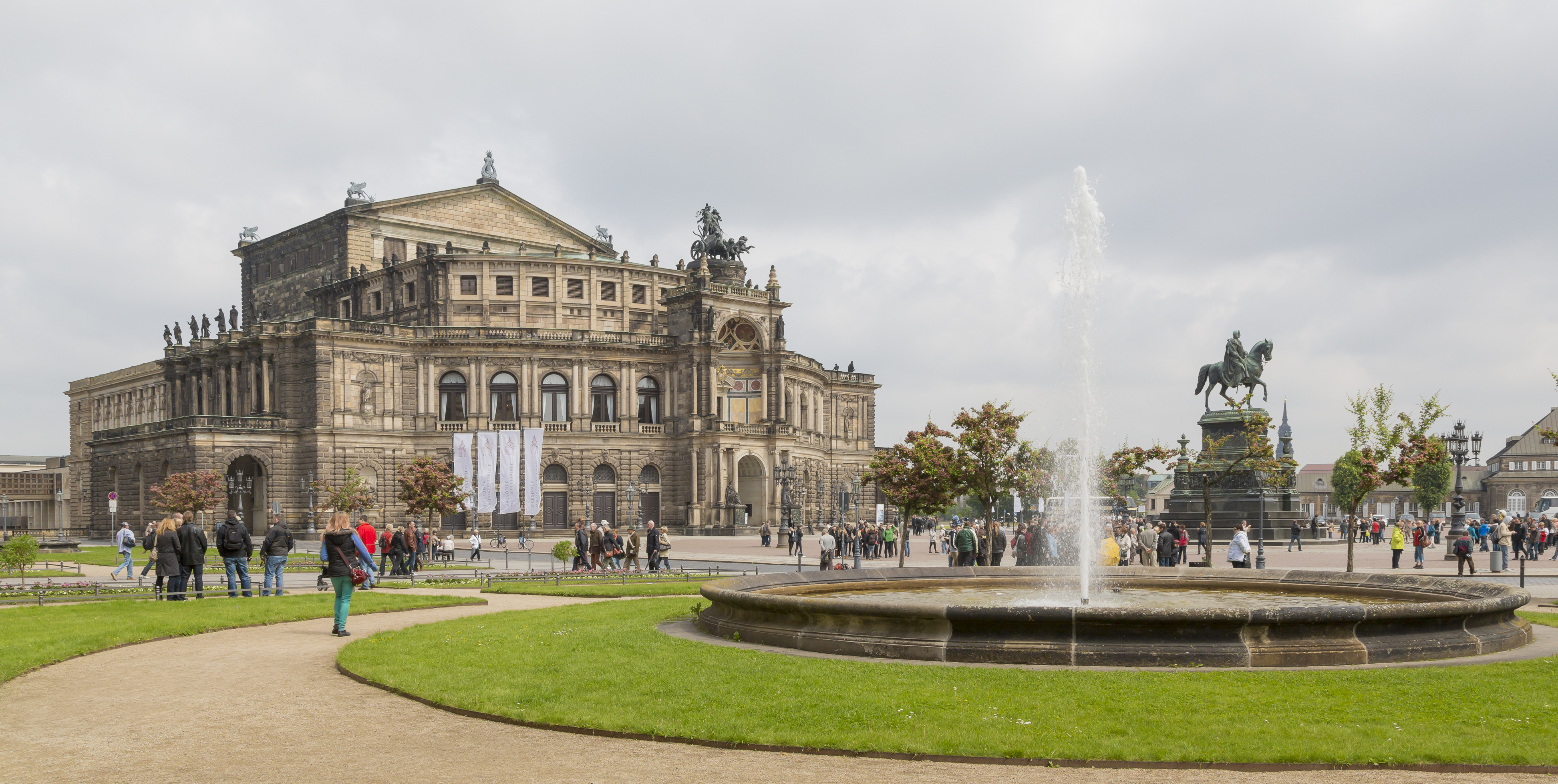
Semperoper
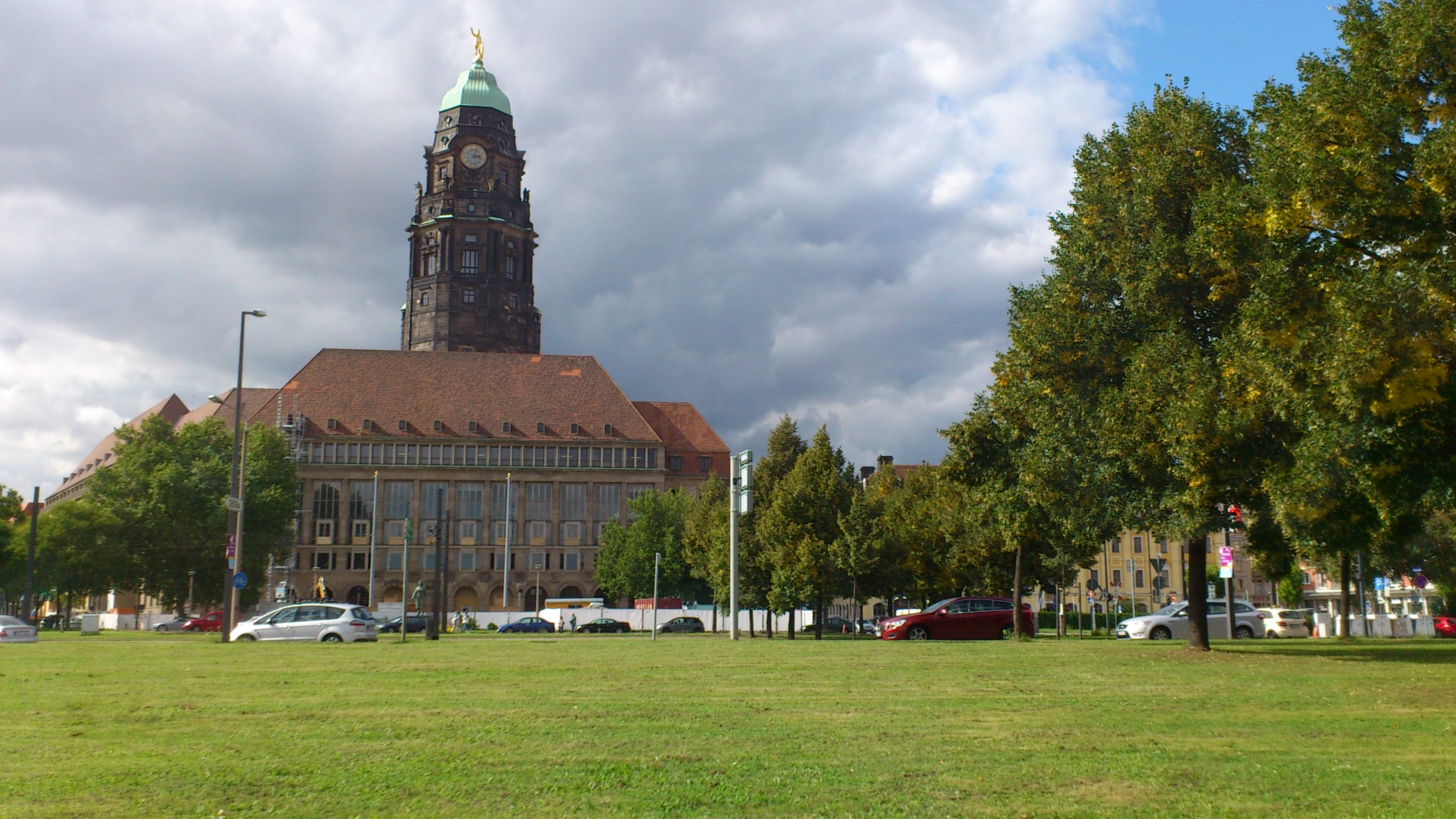
Ajuntament de Dresden
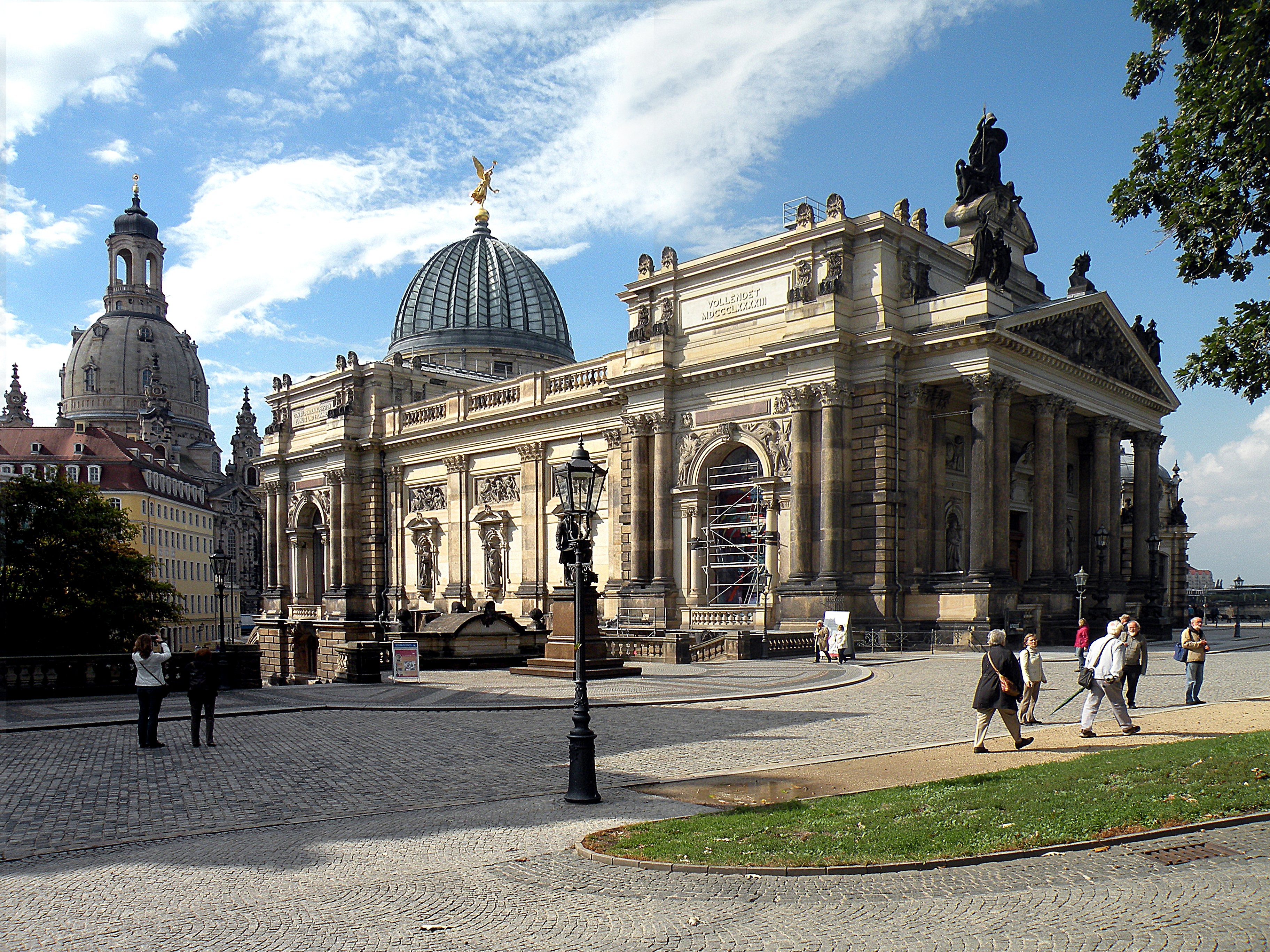
Acadèmia de Belles arts de Dresden
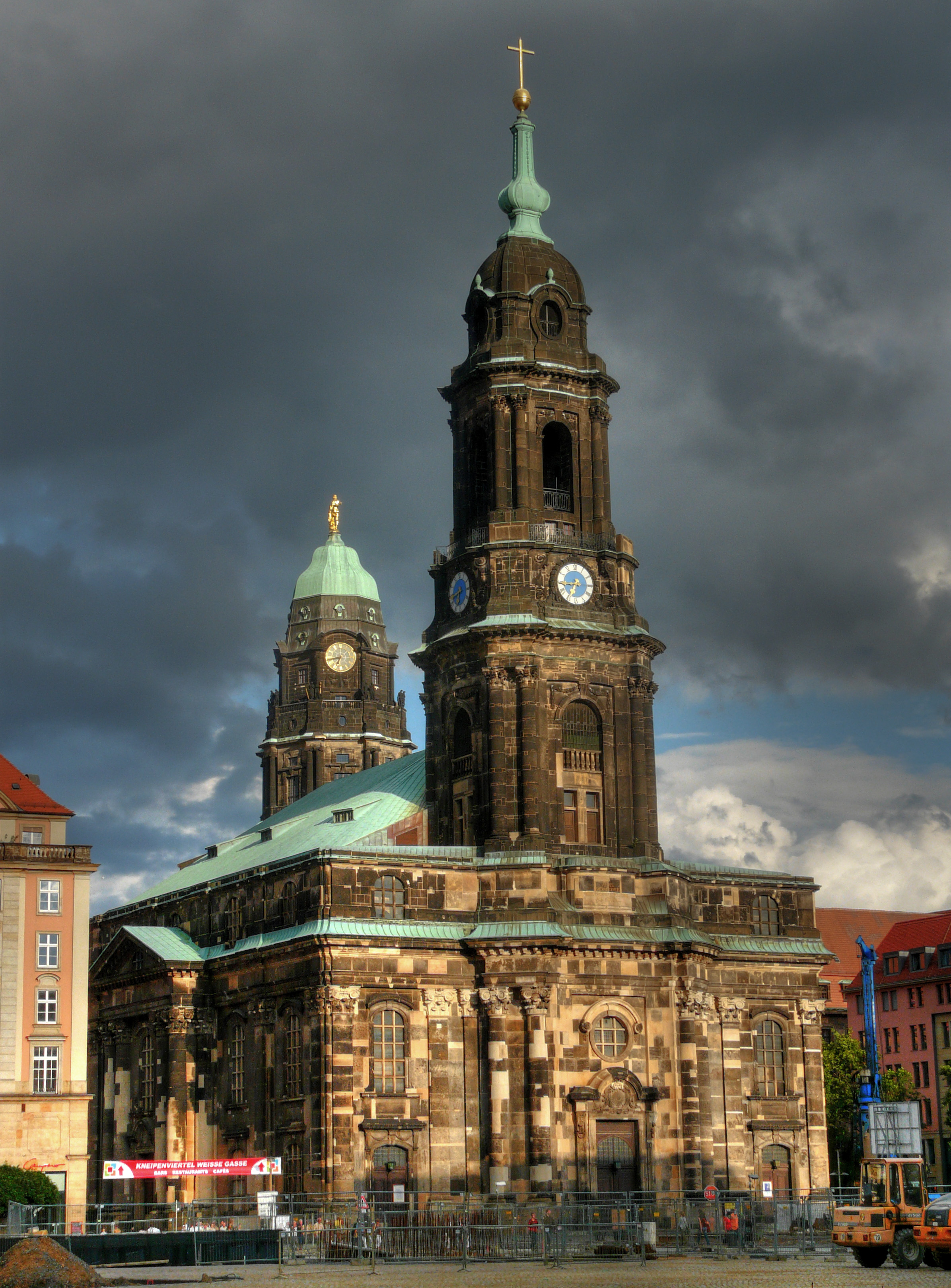
Kreuzkirche, Dresden
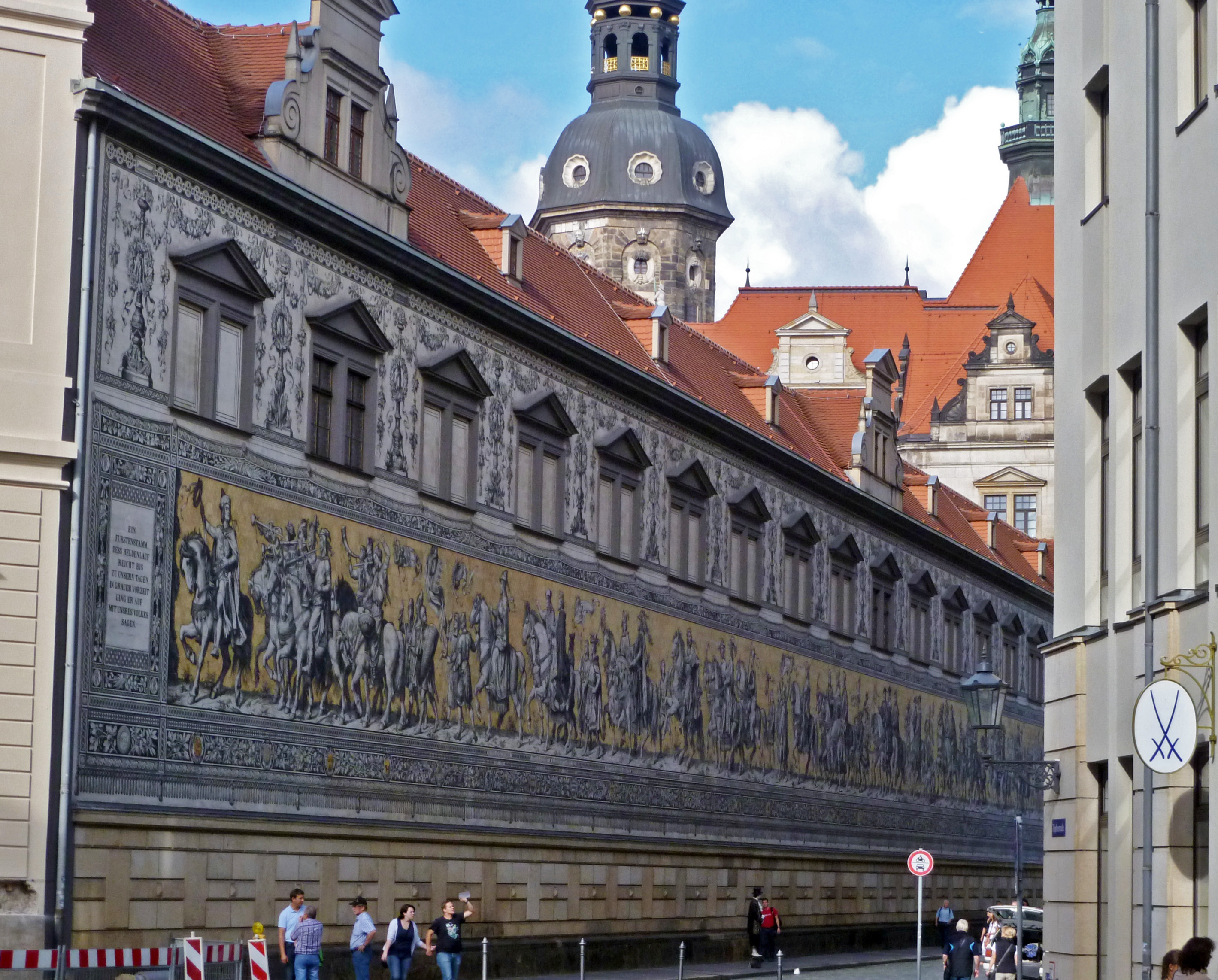
Fürstenzug
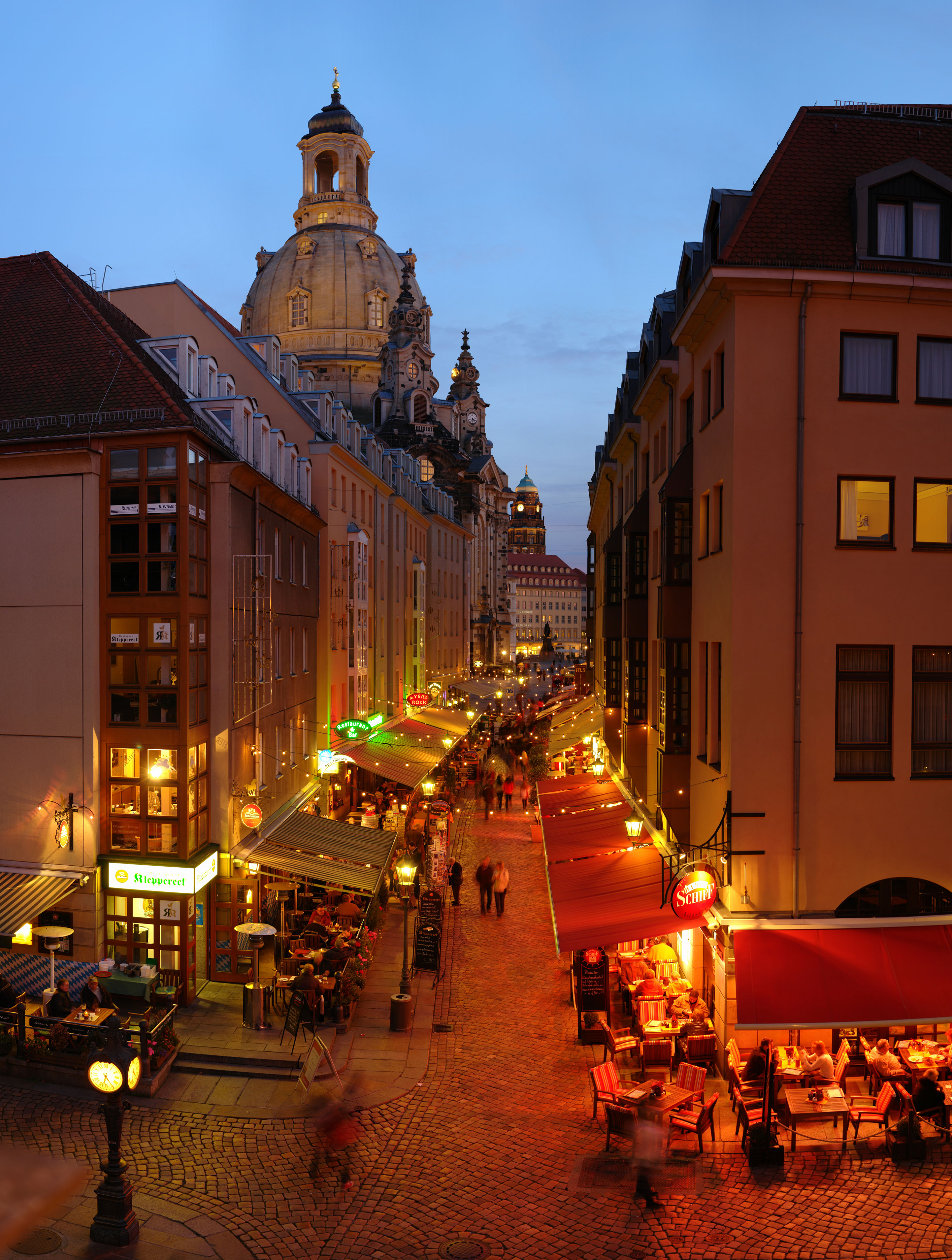
Münzgasse ena Neumarkt
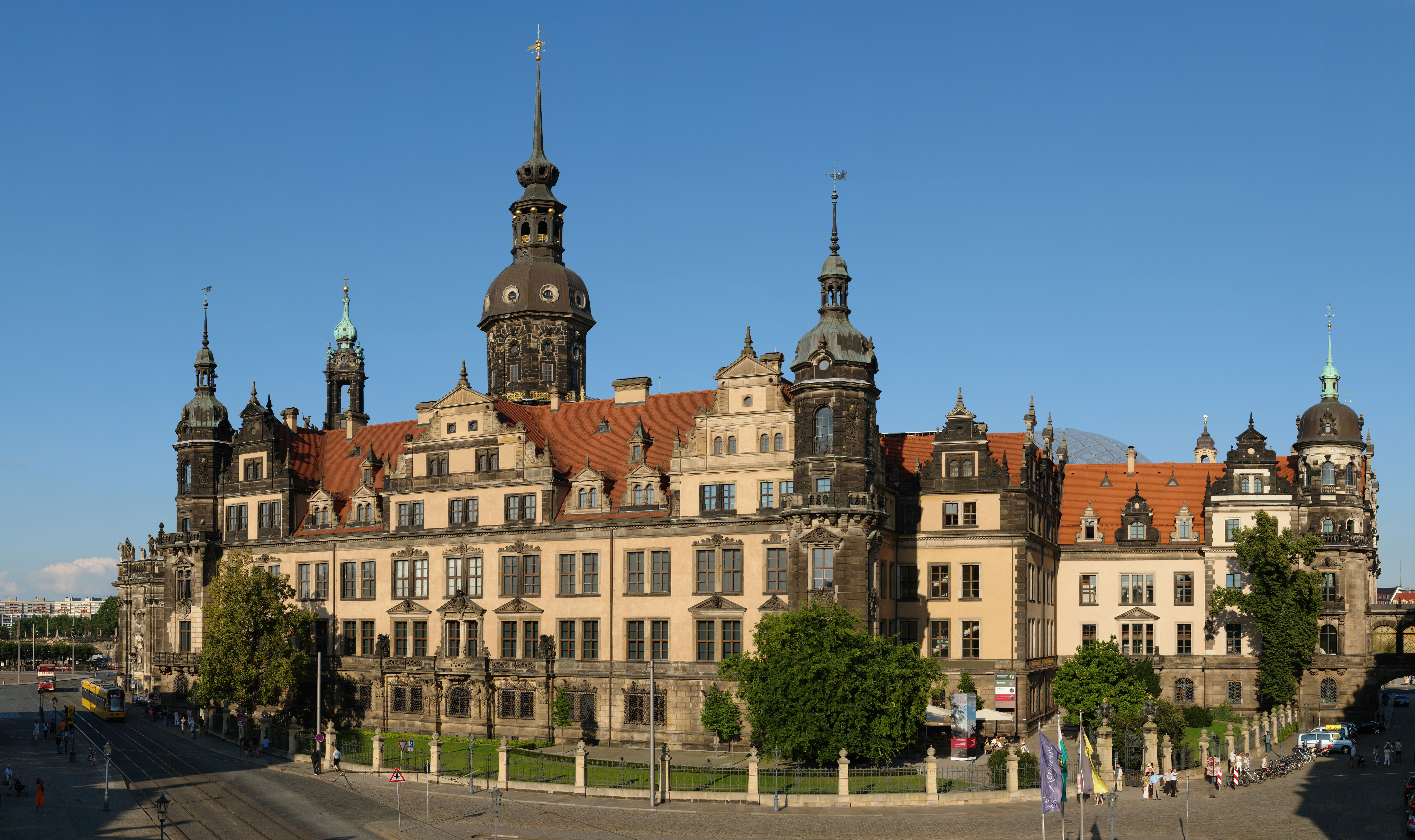
Castell de Dresden
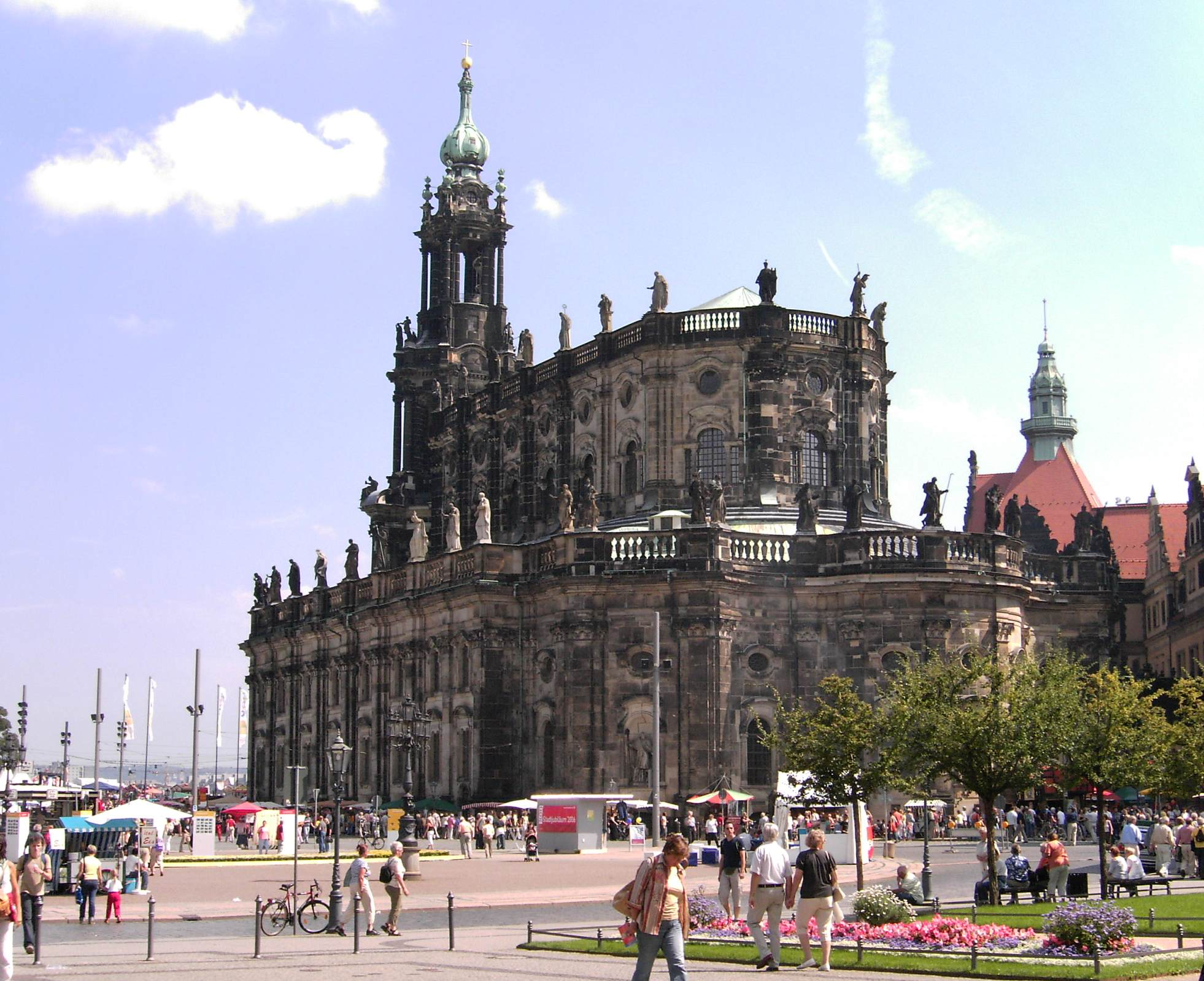
Katholische Hofkirche
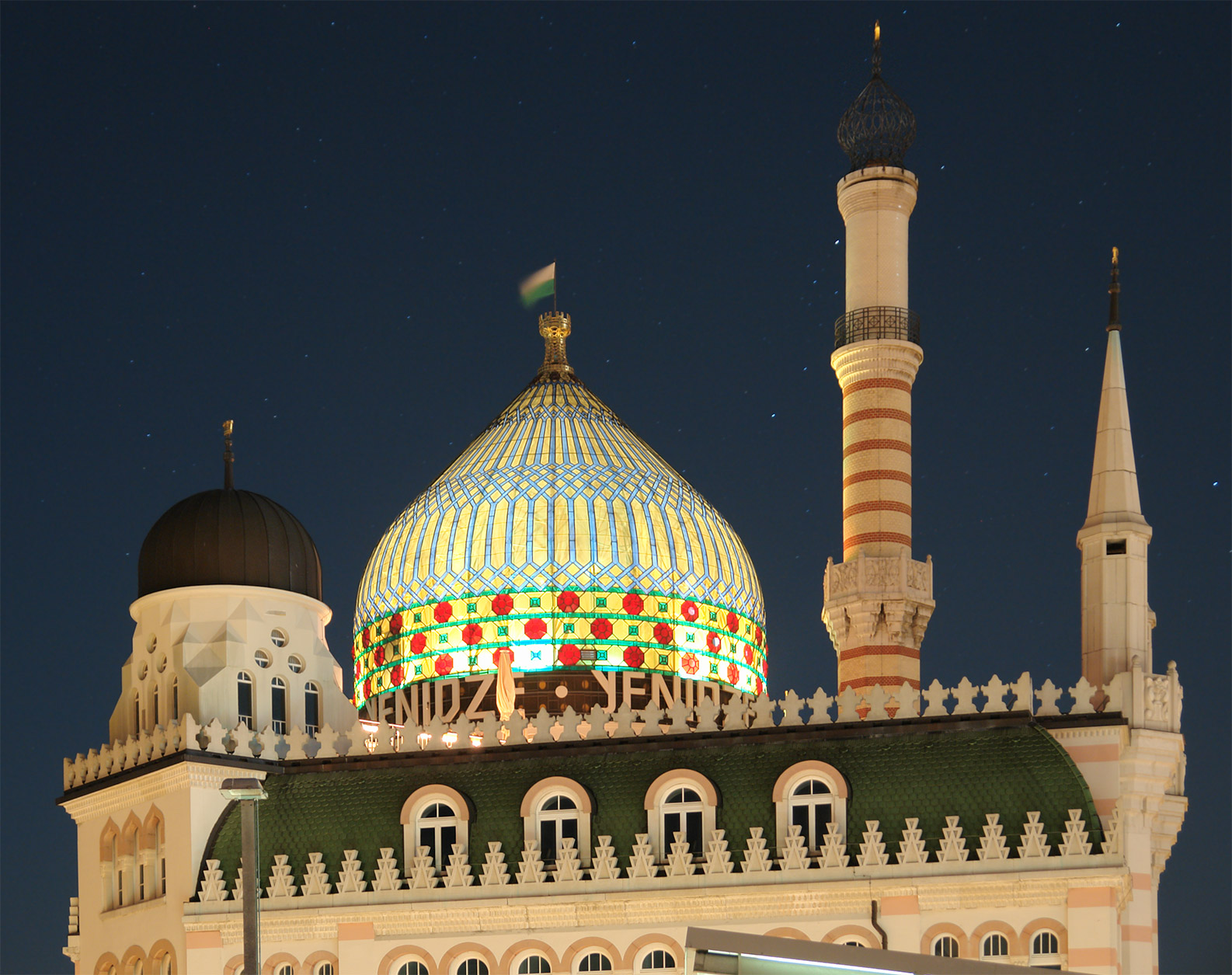
Yenidze a la nit
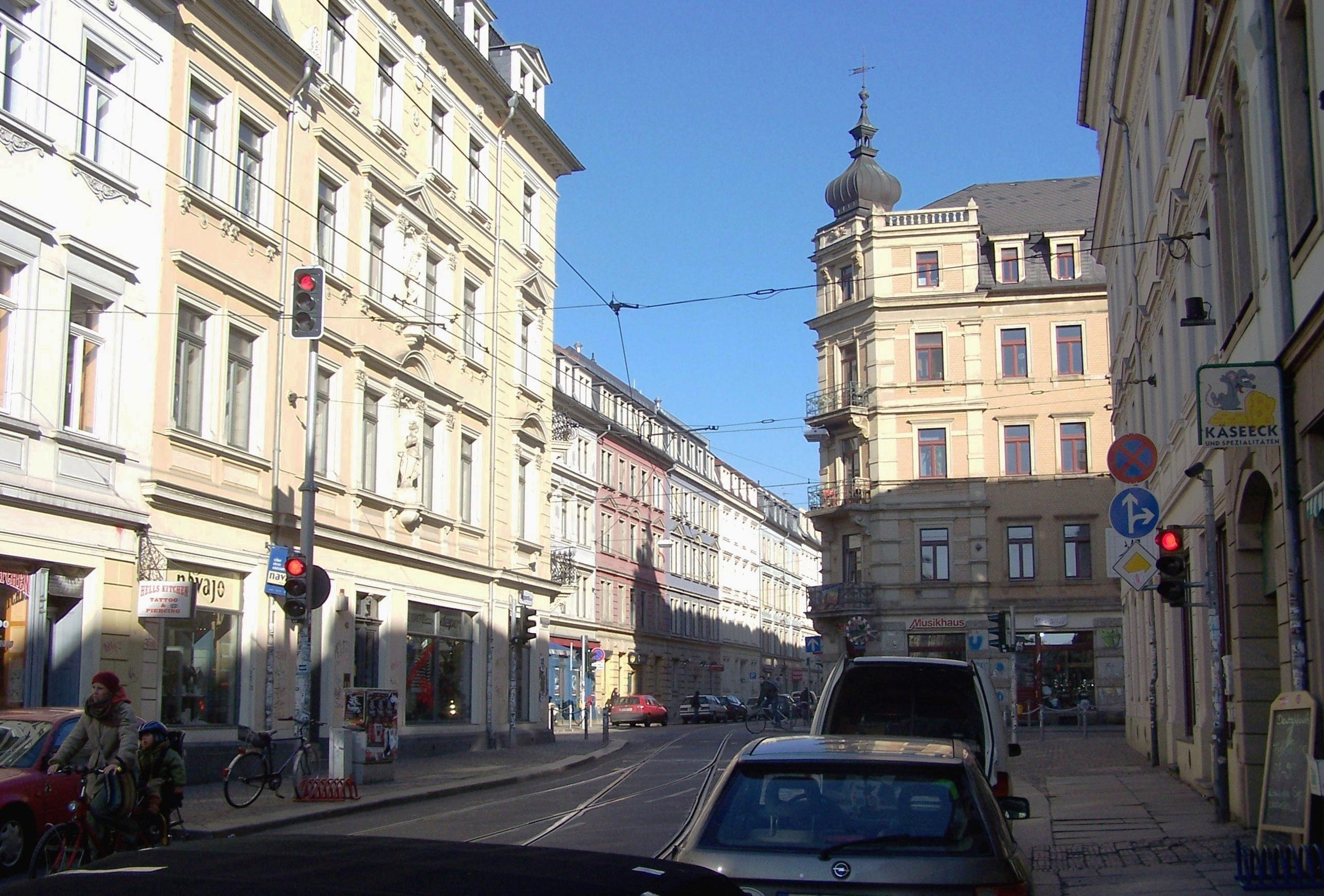
Äußere Neustadt
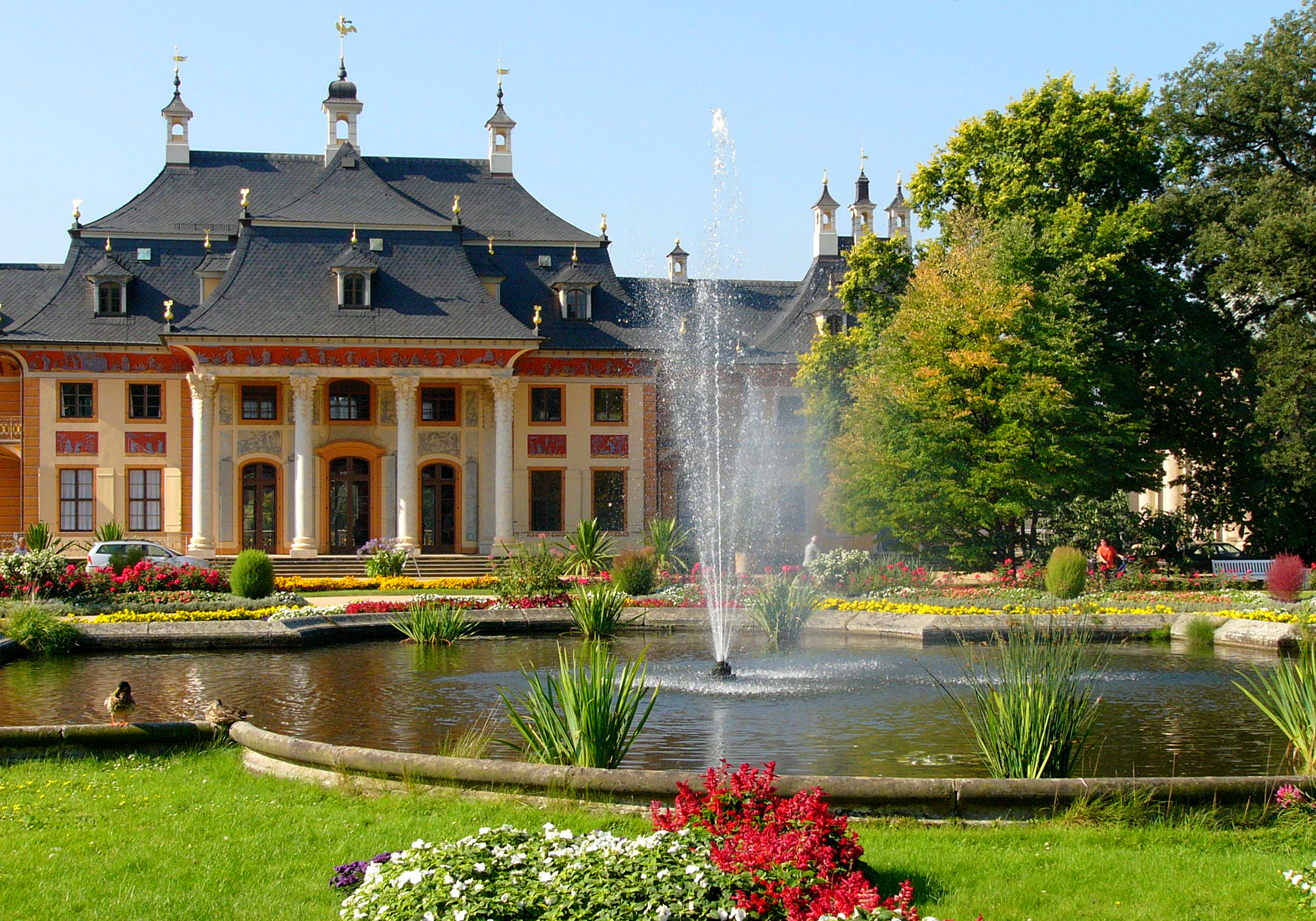
Castell de Pillnitz
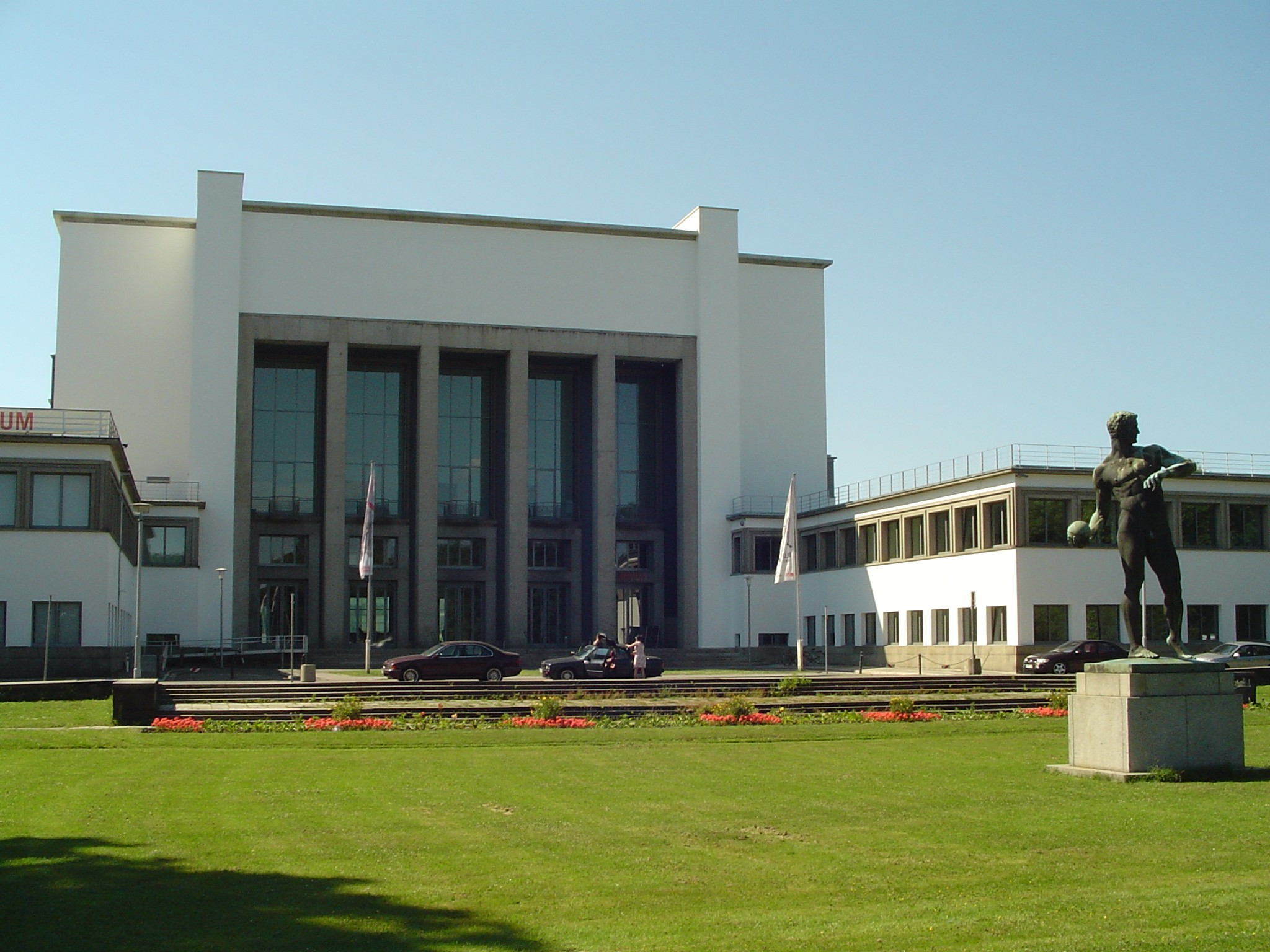
Museu Alemany d'Higiene
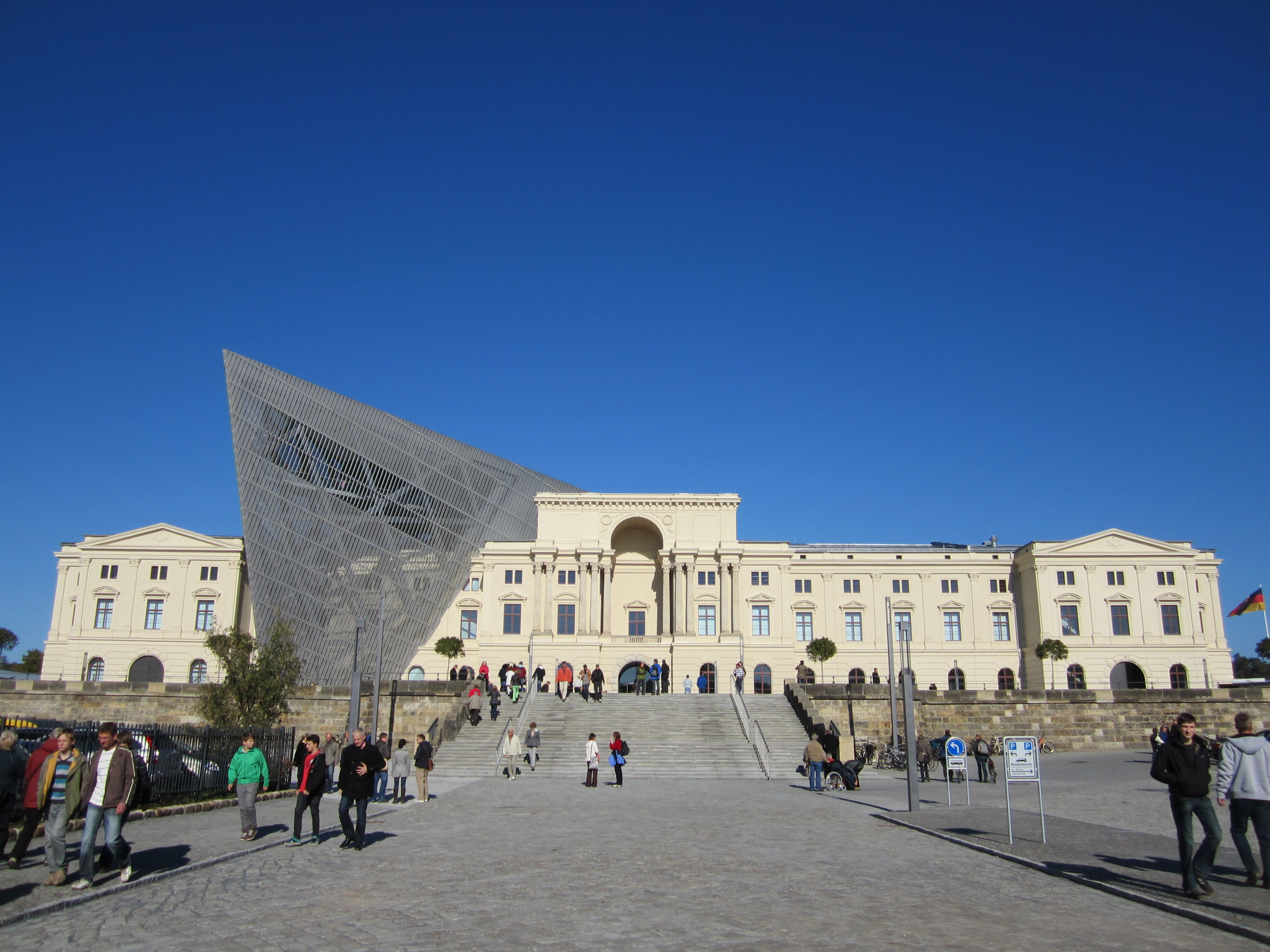
Museu d'Història Militar de Bundeswehr
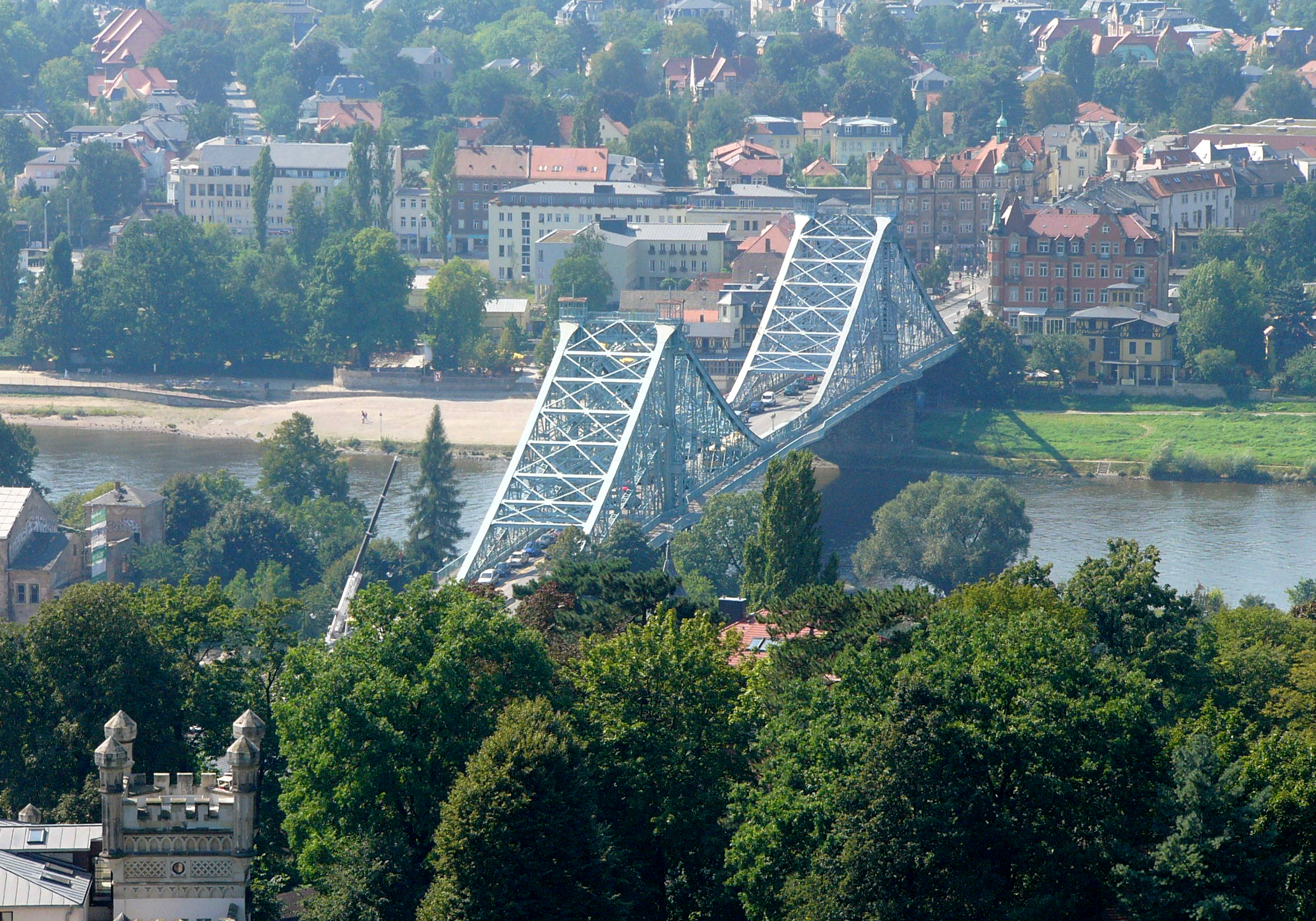
Blue Wonder
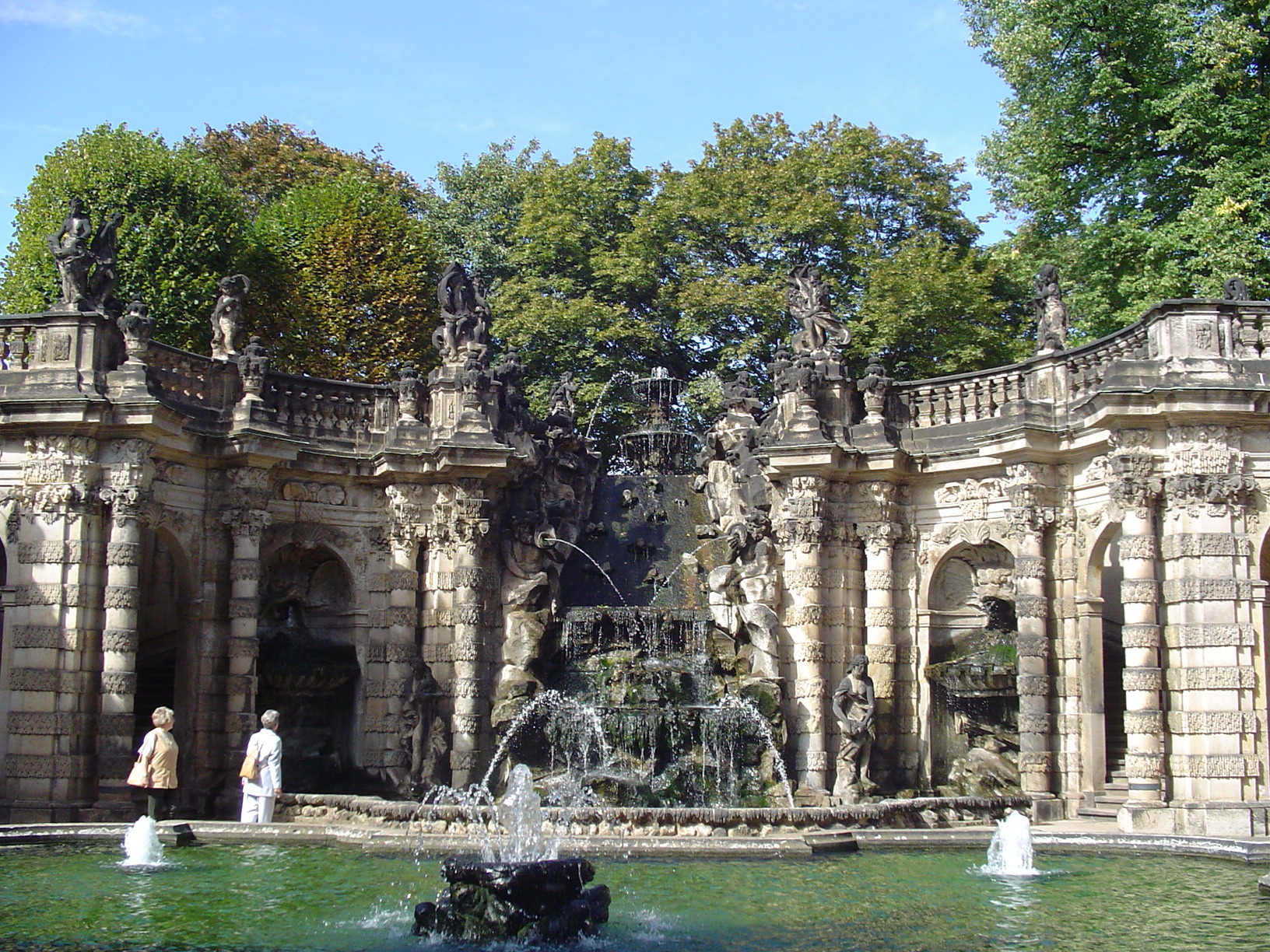
Nymphenbad
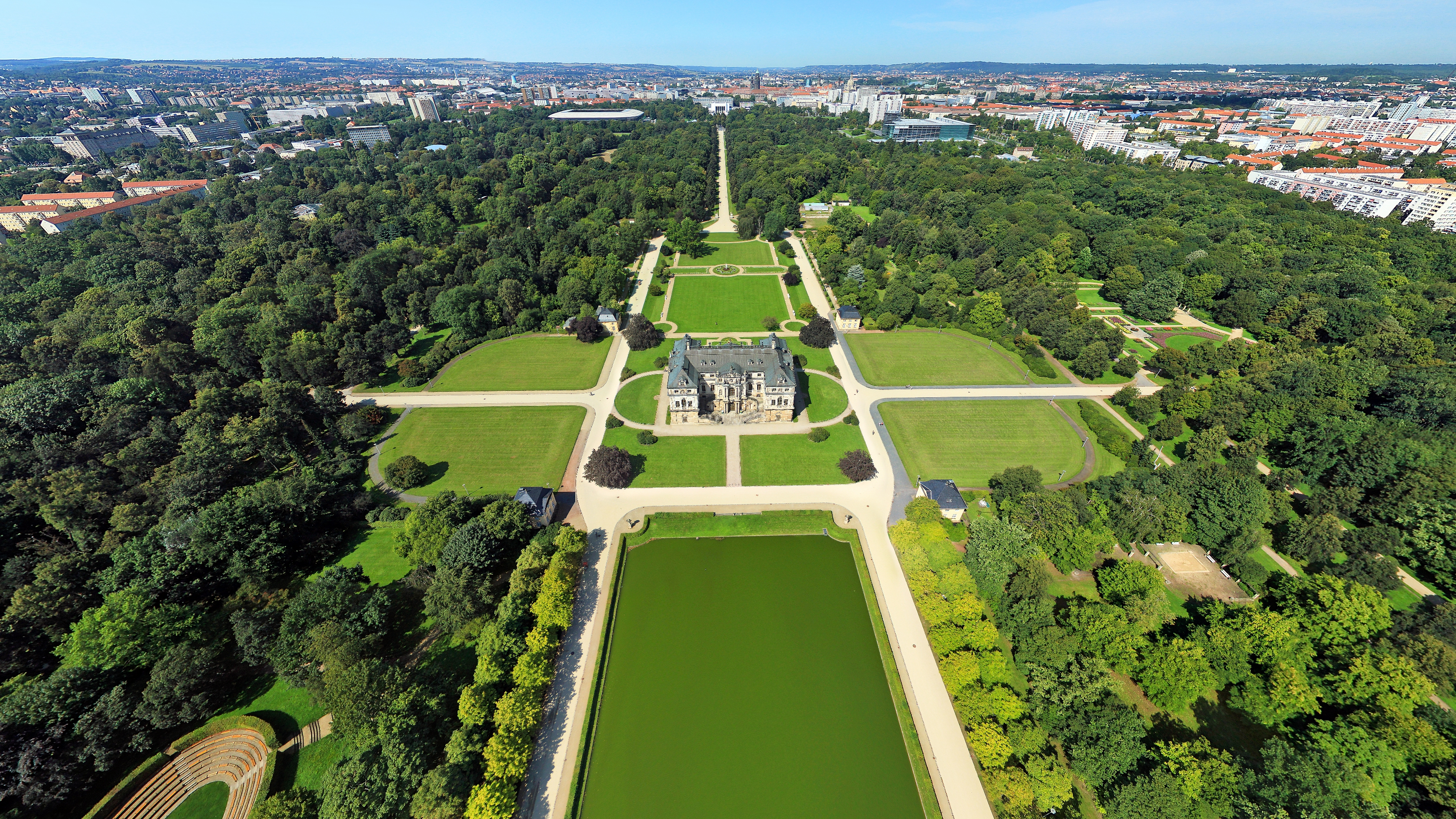
Großer Garten

### Museus

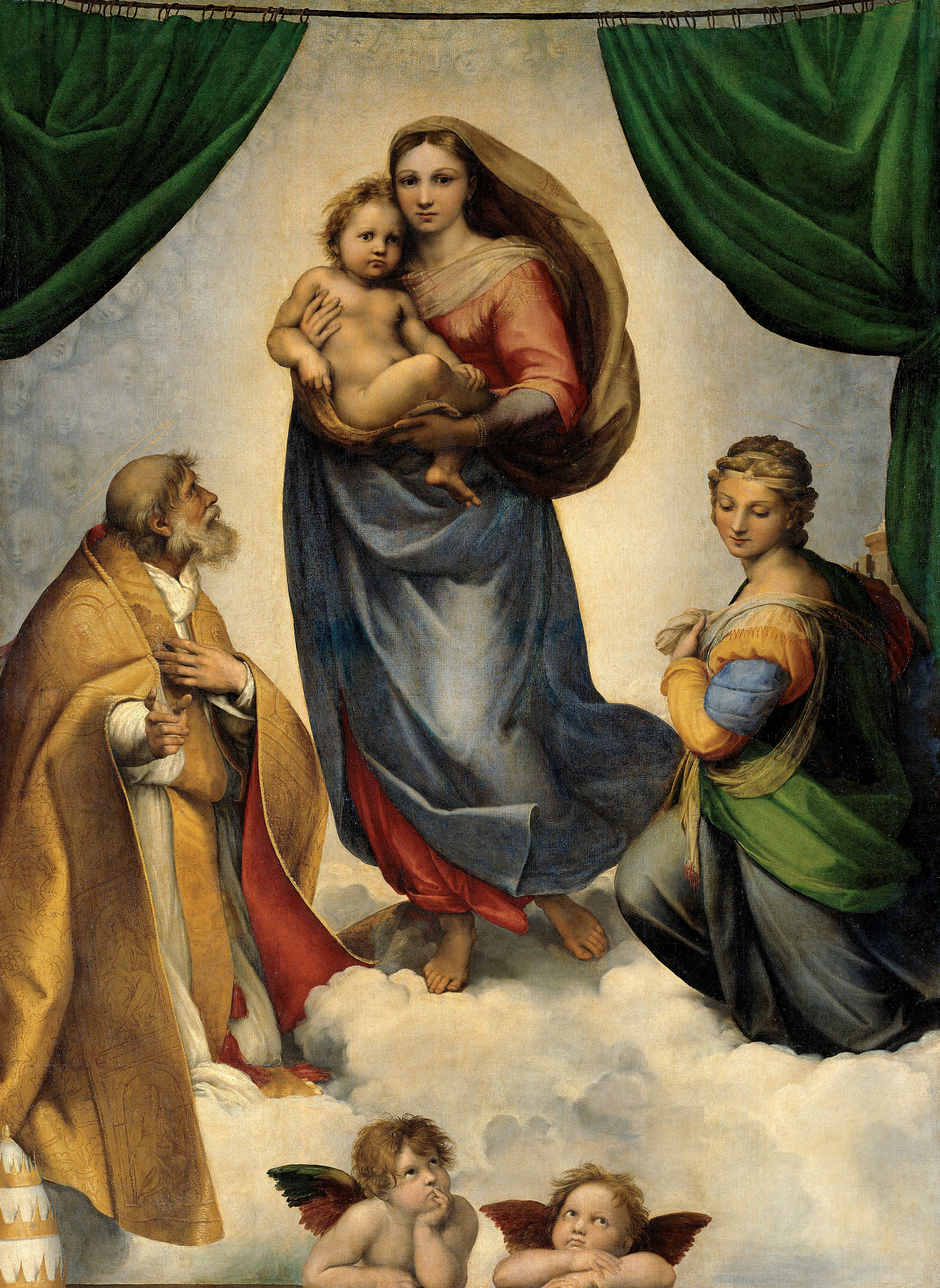
Madonna Sixtina per Raphael en la Gemäldegalerie Alte Meister

Dresden alberga la Staatliche Kunstsammlungen Dresden (Col·lecció d'Art Estatal de Dresden) que, segons les mateixes declaracions de la institució, es situa entre els museus més importants que existeixen actualment. Les col·leccions d'art consten de dotze museus, entre ells el Gemäldegalerie Alte Meister (Old Masters Gallery) i el Grünes Gewölbe (Green Vault) i el Palau Japonès (Japanisches Palais). També es coneixen Galerie Neue Meister (New Masters Gallery), Rüstkammer (Armoury) amb la cambra turca, i el Museum für Völkerkunde Dresden (Museu d'Etnologia).
Altres museus i col·leccionis propietat de l'Estat Lliure de Saxònia a Dresden són:
- El Deutsches Hygiene-Museum, fundat per a l'educació massiva en higiene, salut, biologia humana i medicina[25]

- El Landesmuseum für Vorgeschichte (Museu Estatal de Prehistòria)[26]

- El Senckenberg Naturhistorische Sammlungen Dresden (Col·lecció d'Història Natural de Senckenberg Dresden)[27]

- The Universitätssammlung Kunst + Technik (Col·lecció d'art i tecnologia de la Universitat de Tecnologia de Dresden)[28]

- Verkehrsmuseum Dresden (Museu del Transport)

- Festung Dresden (fortalesa de Dresden)[29][30]

- Dresden Panometer(Panorama museum)[31][32]

El Museu de la Ciutat de Dresden està dirigida per la ciutat de Dresden i se centra en la història de la ciutat.
El Museu d'Història Militar de Bundeswehr es troba en l'antiga guarnició d'Albertstadt.
El museu de llibres de la Biblioteca de l'Estat saxó presenta el Còdex de Dresden.
El Museu Kraszewski és un museu dedicat al prolífic escriptor polonès Józef Ignacy Kraszewski, que va viure a Dresden entre 1863 i 1883.

## Fills il·lustres
- Ruth Berghaus (1927-1996), ballarina, coreògrafa i directora escènica.
- Karl Borromäus von Miltitz (1781-1845), compositor musical i escriptor.
- Julius Adolf Rühlmann (1816-1877), compositor i pedagog musical.
- Hugo Bruckler (1845-1871), compositor musical.
- Gottlob Benedict Bierey (1772-1840), compositor musical
- Johannes Miersch (1865-1916), violinista i pedagog.